# The Maine
The Maine é uma banda de rock dos Estados Unidos originária de Tempe, Arizona.

## História
A banda The Maine foi formada em 2007 por Pat Kirch, Garrett Nickelsen, John O'Callaghan, Ryan Osterman e Alex R. enquanto a maior parte  dos membros ainda estava cursando o ensino médio.
Quando novos, Patrick e Garrett faziam parte de outas bandas como Short Bus e The Kerosene Kids. Como Tim Kirch, atual empresário da banda e irmão de Pat era amigo de John, decidiu chamá-lo para fazer parte da banda. 
Durante a primavera de 2007 Kennedy Brock, que cantava em uma banda chamada Last Call for Camden, entrou na banda. No mesmo ano Ryan Osterman e Alex Ross saíram, assim foi adicionado Jared Monaco.
O nome The Maine surgiu a partir de uma música chamada "Coast of Maine" da banda Ivory, que é uma das influências musicais da banda.

## Discografia
Em maio de 2007 foi lançado o primeiro EP digital da banda, chamado "Stay Up, Get Down". Uma das músicas desse EP é "Count 'Em One, Two, Three" que depois foi regravada e está presente no primeiro álbum da banda, "Can't Stop, Won't Stop". Em 2012, a banda lançou a cópia física deste álbum, que apresenta 5 faixas, sendo uma com participação especial de Nick Santino da banda A Rocket To The Moon. 
"The Way We Talk" foi o segundo EP, composto por 5 faixas e lançado no final de 2007. Nele está presente "If I Only Had The Heart", primeira música escrita exclusivamente pelo vocalista John.
"Can't Stop, Won't Stop" é o primeiro álbum de estúdio e foi gravado no verão de 2008. Este foi produzido por Matt Squire, que trabalhou com outras bandas como Boys Like Girls e Panic! at the Disco. O primeiro single desse álbum foi "Everything I Ask For", cujo clipe possui mais de quatro milhões de visualizações. Posteriormente, em julho de 2009, a banda lançou uma versão deluxe deste álbum, acompanhado de um documentário digital chamado "In Person". 
No dia 9 de dezembro de 2008, a banda lançou um EP de fim de ano chamado "...And A Happy New Year!", com três músicas escritas por eles e um cover da música "Last Christmas" da banda Wham!.
O segundo álbum da banda, intitulado "Black & White" foi lançado no dia 13 de julho de 2010. Foi o primeiro álbum que lançaram na gravadora Warner Bros.
No início de dezembro de 2011 foi lançado o álbum "Pioneer". O terceiro disco de estúdio da banda foi produzido juntamente com Colby Wedgeworth e lançado pela mesma de forma independente, devido a uma quebra de contrato diante da recusa da gravadora Warner Bros sobre o álbum. Em 16 de fevereiro de 2012, no mesmo dia do aniversário de um dos integrantes,o baixista Garrett, foi lançado o clipe de "Misery", primeiro single do álbum.
Em 2012, na sua passagem pelo Brasil (pais favorito da banda para tocar), a banda fez a gravação de seu primeiro DVD chamado Anthem For A Dying Breed, acompanhado de um documentário, que foi lançado em 2013. E em junho do mesmo ano foi lançado o quarto disco da banda, intitulado "Forever Halloween". O disco foi gravado em fitas e totalmente ao vivo, sem edições.
Em 2015 lançaram seu quinto álbum de estúdio, o "American Candy" em 31 de março. Passando também pelo Brasil com o "Brazillian Candy". Fazendo shows em São Paulo, Porto Alegre, Rio de Janeiro, e Curitiba. A pré-venda ocorreu já em fevereiro e entrou para o top favoritos no estilo "alternativo" do iTunes.
Em 2016 fizeram um documentário semanal no youtube denominado " miserable youth", onde o primeiro episódio foi ao ar em 1 de novembro, a ideia era para os fãs conhecerem a " vida através das lentes com The Maine". 
A banda lançou o sexto álbum, " Lovely Little Lonely" em 7 de abril de 2017, e estiveram no Brasil mais uma vez para divulgação, dessa vez indo à Limeira, interior de São Paulo e Brasília pela primeira vez. A banda também participou de um programa de TV Brasileiro pela primeira vez desde as suas várias vindas ao país.   
Em 29 de março de 2019 lançaram o sétimo álbum, intitulado "You Are OK".   

## Integrantes
Formação atual
- John O'Callaghan (John Cornelius O'Callaghan V) - vocal
- Kennedy Brock (John Franklin Trotter) - guitarra e vocal
- Jared Monaco (Jared James Monaco) - guitarra
- Garrett Nickelsen (Garrett Daniel Nickelsen) - baixo
- Pat Kirch (Patrick John Kirch) - bateria

Ex-integrantes
- Ryan Osterman - guitarra
- Alex Ross - guitarra

## Discografia

### Álbuns de estúdio
- Can't Stop Won't Stop (Fearless Records, 8 de julho de 2008) [1]
- Can't Stop Won't Stop (Deluxe Edition) (Fearless Records, 2009)
- Black & White (Warner Bros. Records, 13 de julho de 2010)
- Pioneer (06 de dezembro de 2011)
- Forever Halloween (8123 studios, 04 de junho de 2013)
- American Candy (8123 studios, 31 de março de 2015)
- Lovely Little Lonely (8123 studios, 07 de abril de 2017)
- You Are OK (8123 studios, 29 de março de 2019)
- XOXO: From Love and Anxiety in Real Time (8123 studios, 09 de julho de 2021)
- The Maine (8123 studios, 01 de agoso de 2023)

### EPs
- Stay Up, Get Down EP (8 de maio de 2007)
- The Way We Talk EP (Fearless Records, 11 de dezembro de 2007)
- ...And A Happy New Year EP (Fearless Records, 9 de dezembro de 2008)
- Daytrotter Session EP (7 de setembro de 2010)
- In The Darkness & In The Light (28 de dezembro de 2010)
- Daytrotter Session EP (4 de junho de 2012)
- Pioneer North American Tour (Live EP) (2 de julho de 2012)
- Imaginary Numbers (10 de dezembro de 2013)
- Covers Side A e Side B

### Participações
- Punk Goes Crunk: música "I Wanna Love You"

- Vans Warped Tour, turnê 2009: música "Girls Do What They Want", do álbum Can't Stop, Won't Stop

- Punk Goes Pop 5: música "Girls Just Want To Have Fun"